# Starý Plzenec
Starý Plzenec (in tedesco Altpilsen) è una città della Repubblica Ceca facente parte del distretto di Plzeň-město, nella regione di Plzeň.